# أمدي غيي
أمدي غيي (بالفرنسية: Amdy Gueye)‏ هو لاعب كرة قدم سنغالي في مركز الدفاع، ولد في 22 أغسطس 1980 في داكار في السنغال. لعب مع نادي سبارتاك ترنافا.

## وصلات خارجية
- أمدي غيي على موقع قاعدة بيانات كرة القدم.إي يو (الإنجليزية)
- أمدي غيي على موقع Soccerway.com (الإنجليزية)